# دائرة تيزي راشد
دائرة تيزي راشد إحدى دوائر ولاية تيزي وزو. 
مقرها تيزي راشد. 
تبلغ مساحتها 44.7875 كم² يقطنها 29861 نسمة (أي بكثافة سكانية تقدر بـ 667 نسمة /كم²). 
وتضم كل من بلديات :
- تيزي راشد
- أيت أومالو

## مواضيع ذات صلة
- دوائر ولاية تيزي وزو
- بلديات ولاية تيزي وزو